# Christian Saceanu
Christian Saceanu (nacido el 8 de julio de 1968) es un tenista profesional alemán. Su mejor puesto en la clasificación individual fue el nº60, alcanzado el 7 de marzo de 1988.